# فيدل فاسكيز
فيدل فاسكيز (بالإسبانية: Fidel Vázquez)‏ هو لاعب كرة قدم مكسيكي، ولد في 20 مايو 1989 في غوادالاخارا في المكسيك.

## وصلات خارجية
- فيدل فاسكيز على موقع قاعدة بيانات كرة القدم.إي يو (الإنجليزية)
- فيدل فاسكيز على موقع Soccerway.com (الإنجليزية)